# うすのろ
うすのろとは、複数人で遊ぶトランプゲームの一つ。地域によっては「マサオくん」や「オガワくん」など語呂がいい別の名前や、カードの渡し方から「ぶたのしっぽ」の名で呼んでいる場合もある。また、「うすのろまぬけ」「うすのろのばか」「うすのろばかまぬけ」といったバリエーションがある。また、うすのろが侮蔑語にあたるとして「ドンキー」や「スローモー」と言う名前でメディアで紹介されることもある。

## 遊び方
プレイヤーは3人～13人とする。使用するトランプは、例えば、4人で遊ぶなら各スーツのエース4枚1組、ジャック4枚1組、クイーン4枚1組、キング4枚1組など、（プレイヤーの人数分×各スーツ同じ数字のカード4枚1組）である。また、プレイヤーの人数より1つ少ない数の「駒」を用意する（ケガを防ぐため、突起物が無く手でつかみやすい物が望ましい。例：おはじき、碁石、マッチ、飴　など）。
場の中央に駒を固めて置いておき、各プレイヤーにカードを4枚ずつ配る。不要なカードを1枚選択し、「いっせいのー」「1、2の、3」「ぶたのしっぽ」など掛け声に合わせて右隣のプレイヤーにそのカードを裏返しにして渡す。同時に左隣のプレイヤーからカードを受け取る。この操作を繰り返す。手元に同じ数字が4枚揃った場合に、そのプレイヤーは場の中央に置いてある駒を取る。その際、ほかのプレイヤーは、手元のカードの数字が揃っていなくても場の中央に置いてある駒をすばやく取る。
当然、駒はプレイヤーの人数よりも1個少ないので、1人だけ駒を取ることが出来ない。駒を取れなかったプレイヤーや、数字が揃っていないのに誤って最初に駒を取ったプレイヤーにはその都度、ポイントが与えられる。そのポイントを「う」「す」「の」「ろ」の順に4ポイントまで数え、「ろ」に最初に到達したプレイヤーが「うすのろ」となり敗者となる。

## ローカルルール
- 「うすのろ」になった時点で負けではなく、さらに続ける「うすのろまぬけ」と「け」まで最初に到達したプレイヤーを負けとするもの（この場合、ゲームを「うすのろまぬけ」と呼ぶ）がある。

- また同様に、「うすのろばかまぬけ」と「け」まで最初に到達したプレイヤーを負けとするものがある。この場合、ゲームを「うすのろばかまぬけ」と呼ぶが、カードを渡すときのかけ声も「うすのろばかまぬけ」とする。

- プレイヤー同士の会話を制限するルールも存在する。「う」の人は「う」同士、「うす」の人は「うす」同士でしか会話が出来ない。1回も負けていない人は絶対に負けている人の口を聞いたり、返事をしてはいけない。もし1回も負けていない人が「うすの」の人とうっかり口を聞いてしまったら、その人は一気に「うすの」になってしまう。すでに勝負をあきらめている「うすの」の人にも勝つチャンスが与えられるルールでもある。

- ポイント制にせず、1回の戦いのみで負けを決めることもある。